# Großglockner-Hochalpenstraße
Die Großglockner-Hochalpenstraße (Eigenschreibweise Großglockner Hochalpenstraße, umgangssprachlich auch Glocknerstraße) verbindet als hochalpine Gebirgsstraße die beiden österreichischen Bundesländer Salzburg und Kärnten. Sie führt von Bruck an der Großglocknerstraße über die beiden Gebirgspässe Fuscher Törl und Hochtor (Tunnelportal 2504 m ü. A., historische Passhöhe 2576 m ü. A.) nach Heiligenblut am Großglockner und hat Abzweigungen zur Edelweißspitze und zur Kaiser-Franz-Josefs-Höhe. Sie ist die höchstgelegene befestigte Passstraße in Österreich.
Die Großglockner-Hochalpenstraße ist als Erlebnisstraße vorrangig von touristischer Bedeutung; das Befahren ist für Kraftfahrzeuge mautpflichtig.

## Verlauf
Die von Bruck im Salzachtal nach Heiligenblut im Mölltal führende Straße ist 47,8 km lang und überquert den Alpenhauptkamm. Sie folgt weitgehend der um 1889 projektierten, jedoch nie realisierten Strecke der Großglockner-Eisenbahn.
Die Straße beginnt schon in Bruck, auf der anderen Salzachseite beim Gasthof Lukashansl. Sie ist auf den ersten 10 Kilometern als Landesstraße ausgewiesen (L271 Großglockner Landesstraße), seit dem Bau der Umfahrung Bruck der B311 Pinzgauer Straße erst ab dem Knoten mit dieser. Bis km 10 (Embachkapelle in Fusch) ist sie eine öffentliche Straße.
Im Fuscher Tal verläuft die Straße über die Ortschaft Fusch an der Glocknerstraße zur Kassenstelle Ferleiten (1151 m ü. A., ⊙). Dort steigt sie über die Station Piffkar (1633 m ü. A., ⊙) und vorbei an der Blockhalde Hexenküche auf das Obere Nassfeld (Wilfried-Haslauer-Haus, 2268 m ü. A., ⊙) und auf das Fuscher Törl (2428 m ü. A., ⊙) zwischen dem Fuschertal und dem Raurisertal in vielen Serpentinen an. Beim Fuscher Törl zweigt die etwa 1,6 km lange Panoramastraße Edelweißspitze (2571 m ü. A.) ab.
Danach fällt die Straße zur Fuscher Lacke (2261 m ü. A., ⊙) ab und durchtunnelt das Mittertörl (2375 m ü. A.; Tunnelhöhe 2335 m ü. A., ⊙), wo bei Wegscheid der alte Saumpfad durch das Seidlwinkltal in die Rauris abfällt. Ein weiterer Tunnel überquert am Hochtor (2576 m ü. A.; Tunnelhöhe 2504 m ü. A., ⊙) die salzburgisch-kärntnerische Grenze und die Wasserscheide Salzach (Inn)/Drau.
Von der Hauptstraße führt schon weit im Mölltal die Gletscherstraße weg auf die Kaiser-Franz-Josefs-Höhe (2369 m ü. A., ⊙) am Pasterzengletscher mit Blick auf Großglockner, während die Glocknerstraße selbst nach Heiligenblut hinabführt. Auf Kärntner Seite liegen das Wallackhaus und Schachnern an der Straße. Die Kassenstelle Heiligenblut (1691 m ü. A., ⊙) liegt noch hoch über dem Ort.

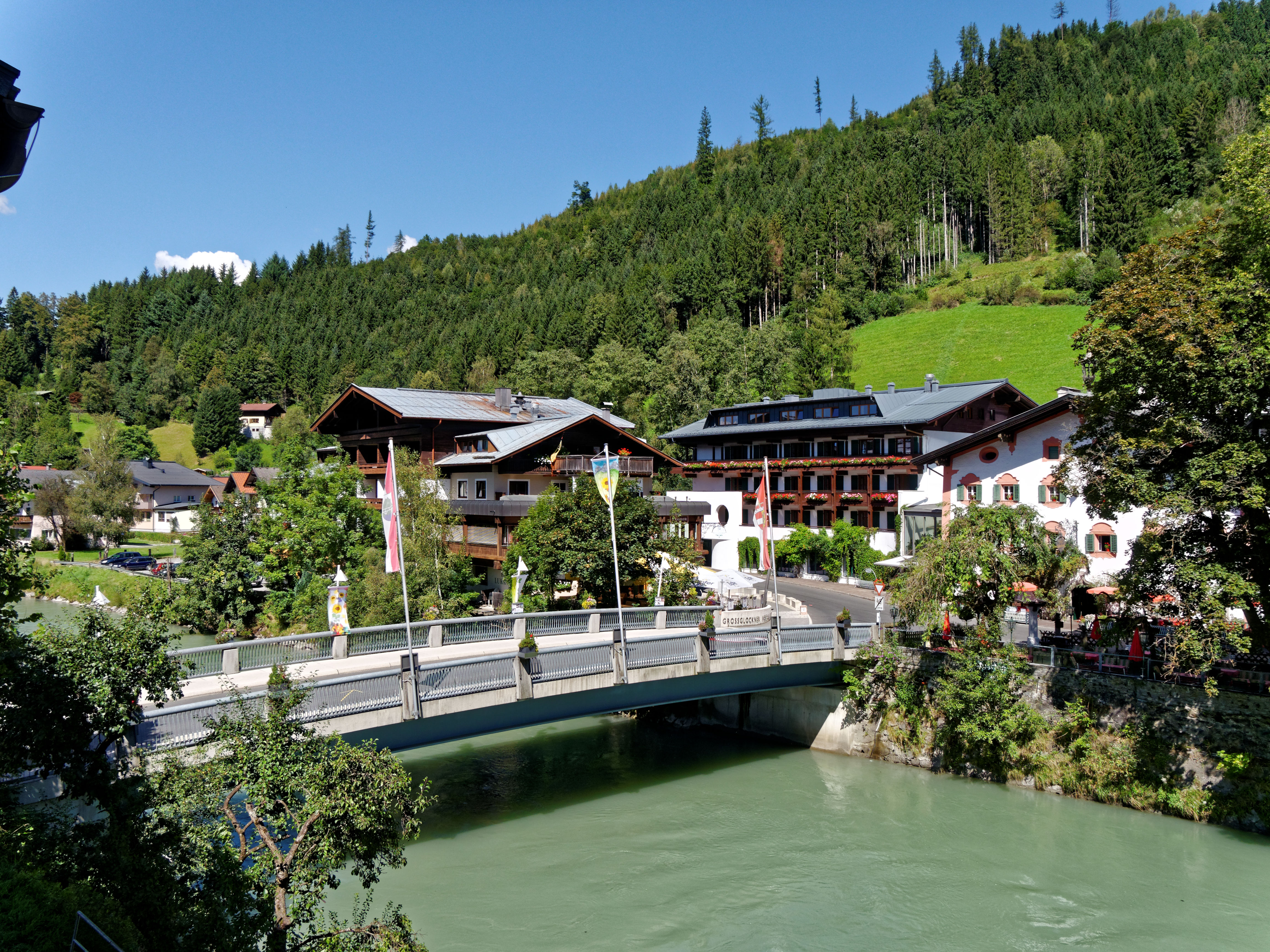
Die Glocknerbrücke am Kilometer 0 in Bruck
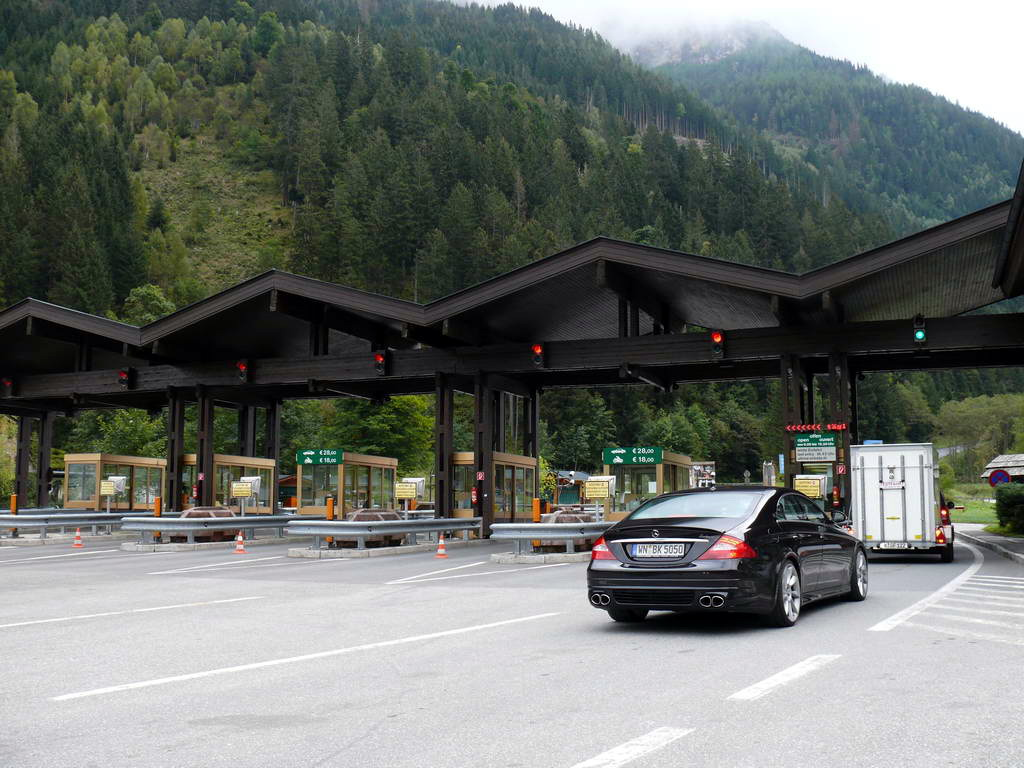
Kassenstelle Ferleiten
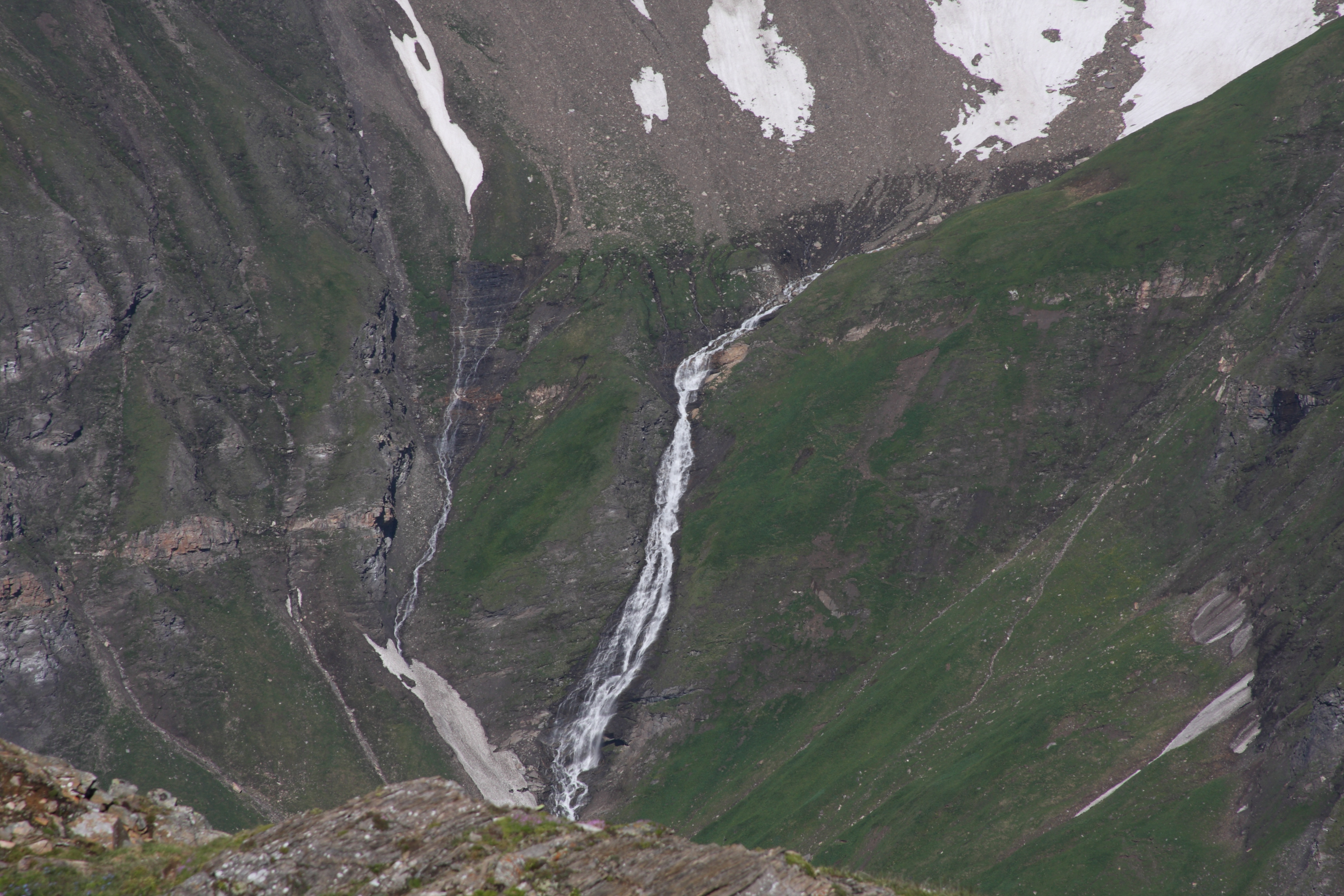
Blick ins hintere Käfertal
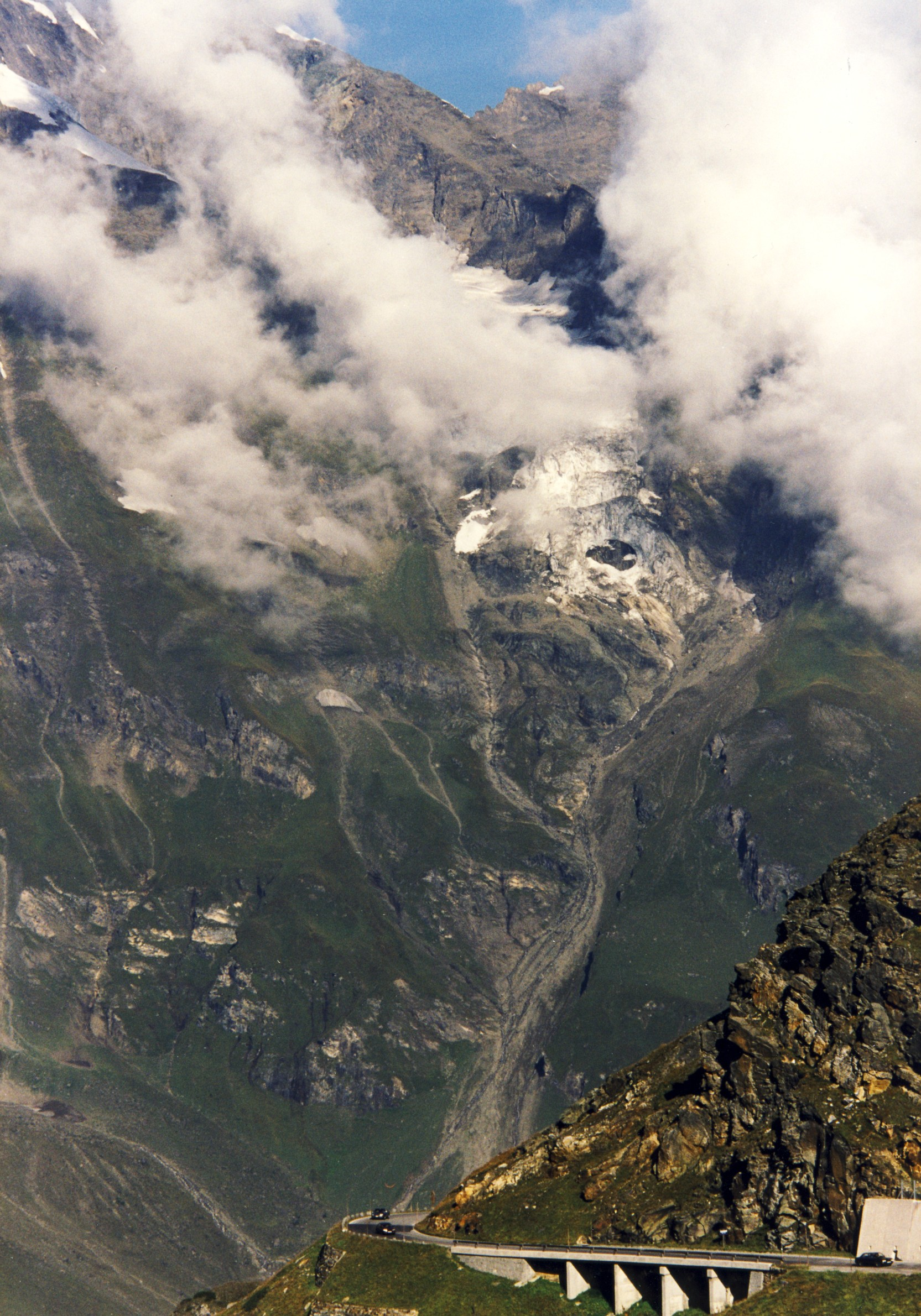
Käfertal vom Wilfried-Haslauer-Haus aus
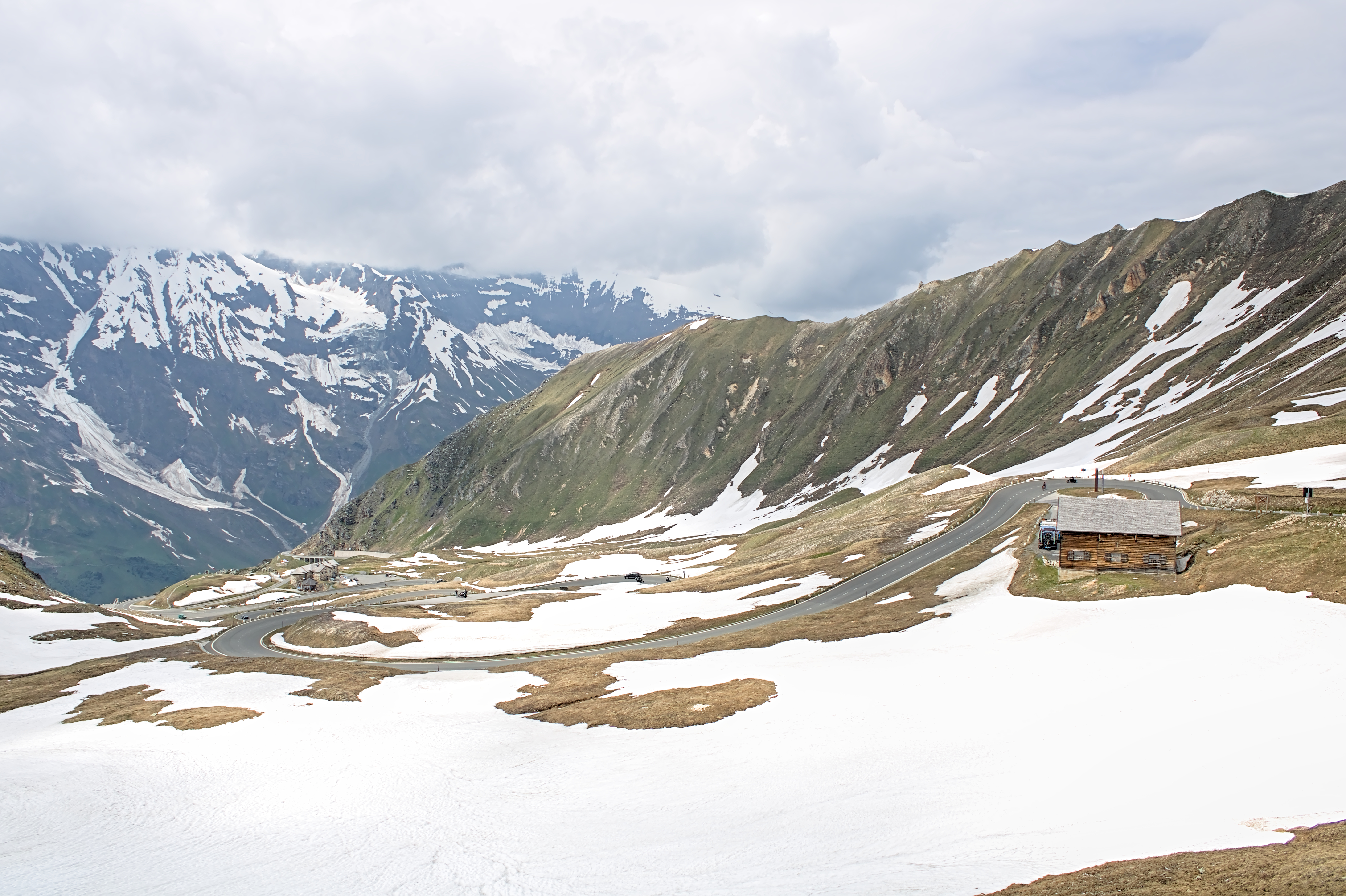
Serpentinen Oberes Nassfeld mit Wilfried-Haslauer-Haus
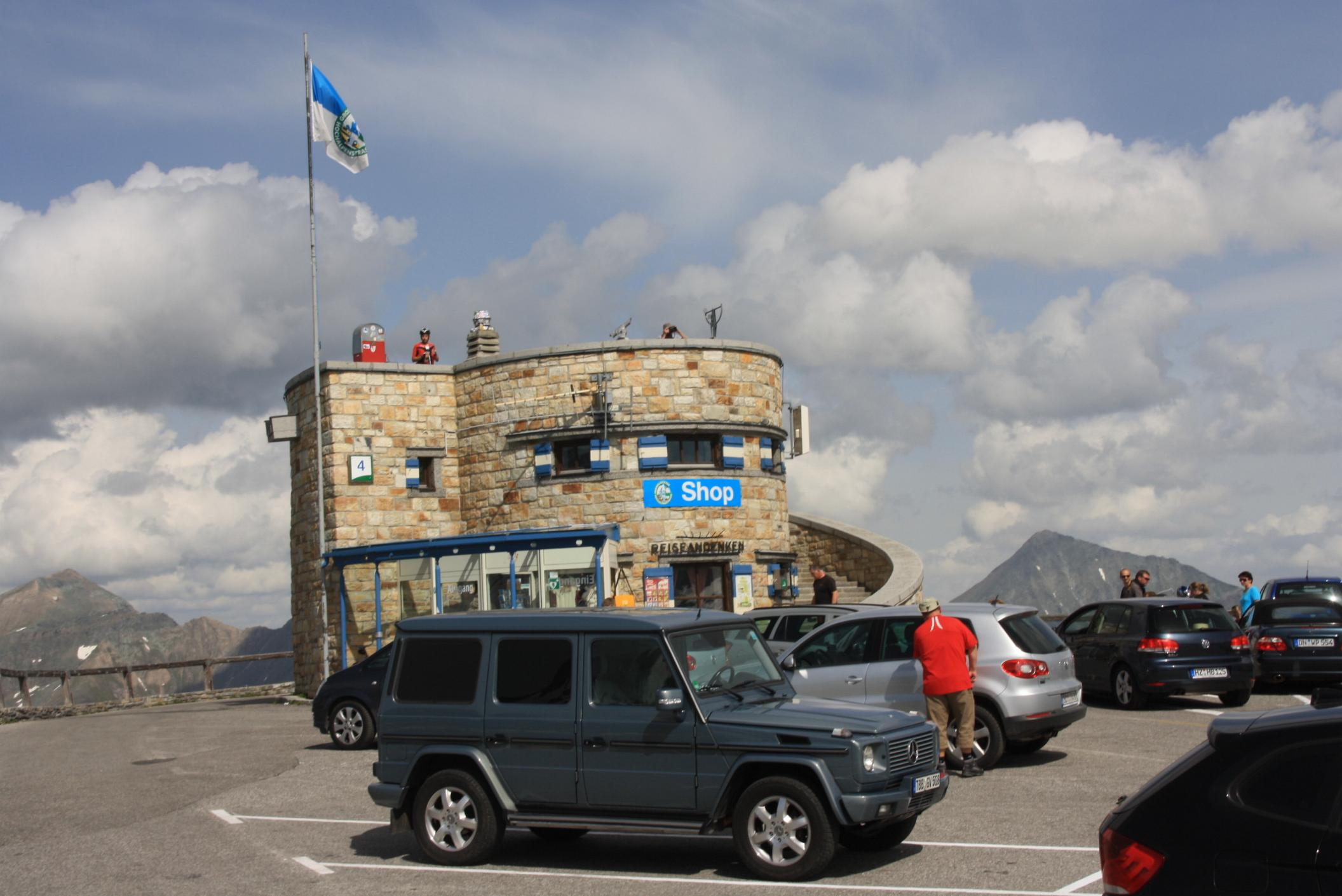
Der Aussichtsturm auf der Edelweißspitze
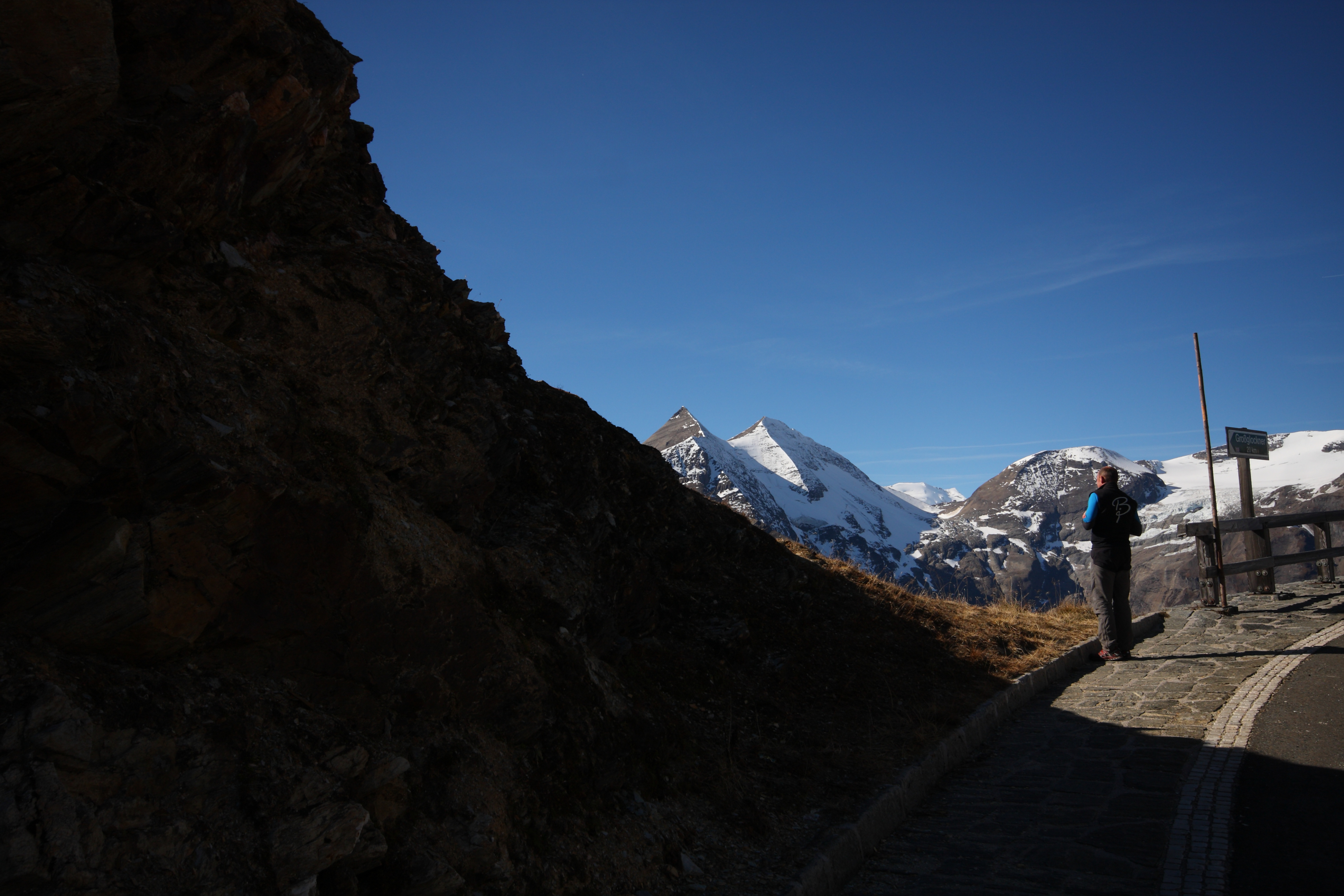
Südlichster Blick auf den Fuscherkarkopf von der Salzburger Seite aus, am Fuschertörl
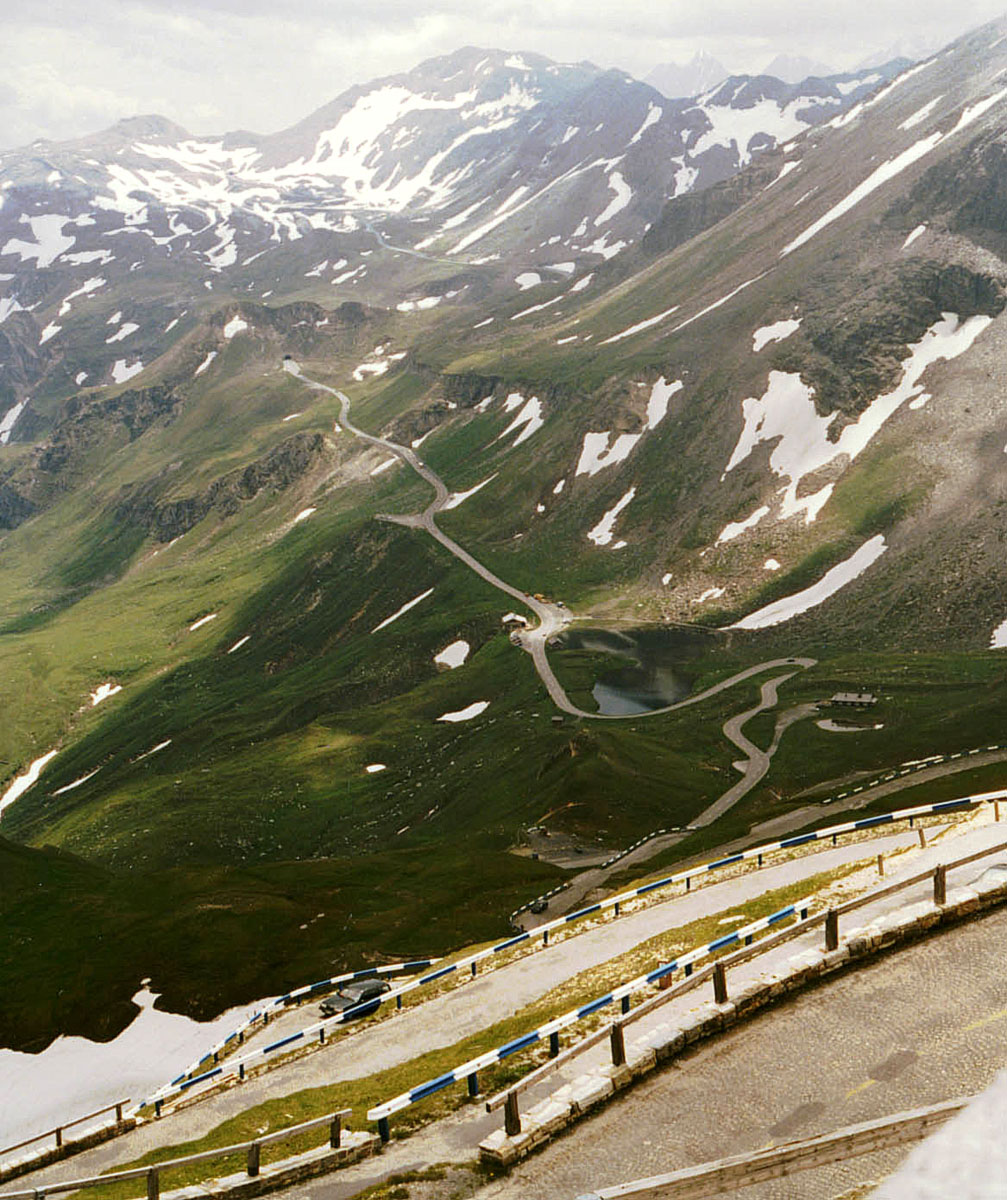
Vom Fuschertörl Richtung Mittertörl/Hochtor
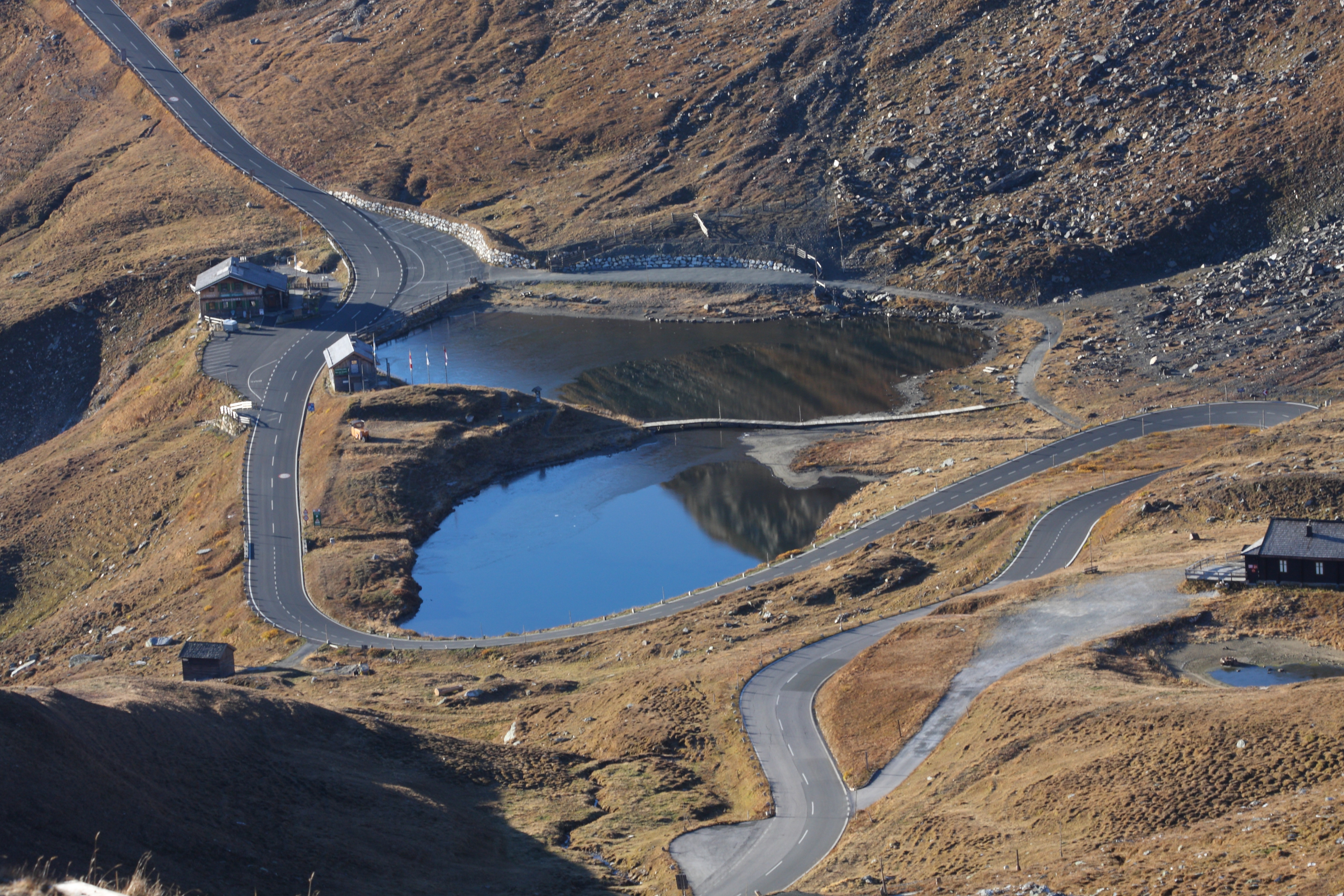
Fuscher Lacke mit Mankeiwirt und Straßenwärterhaus
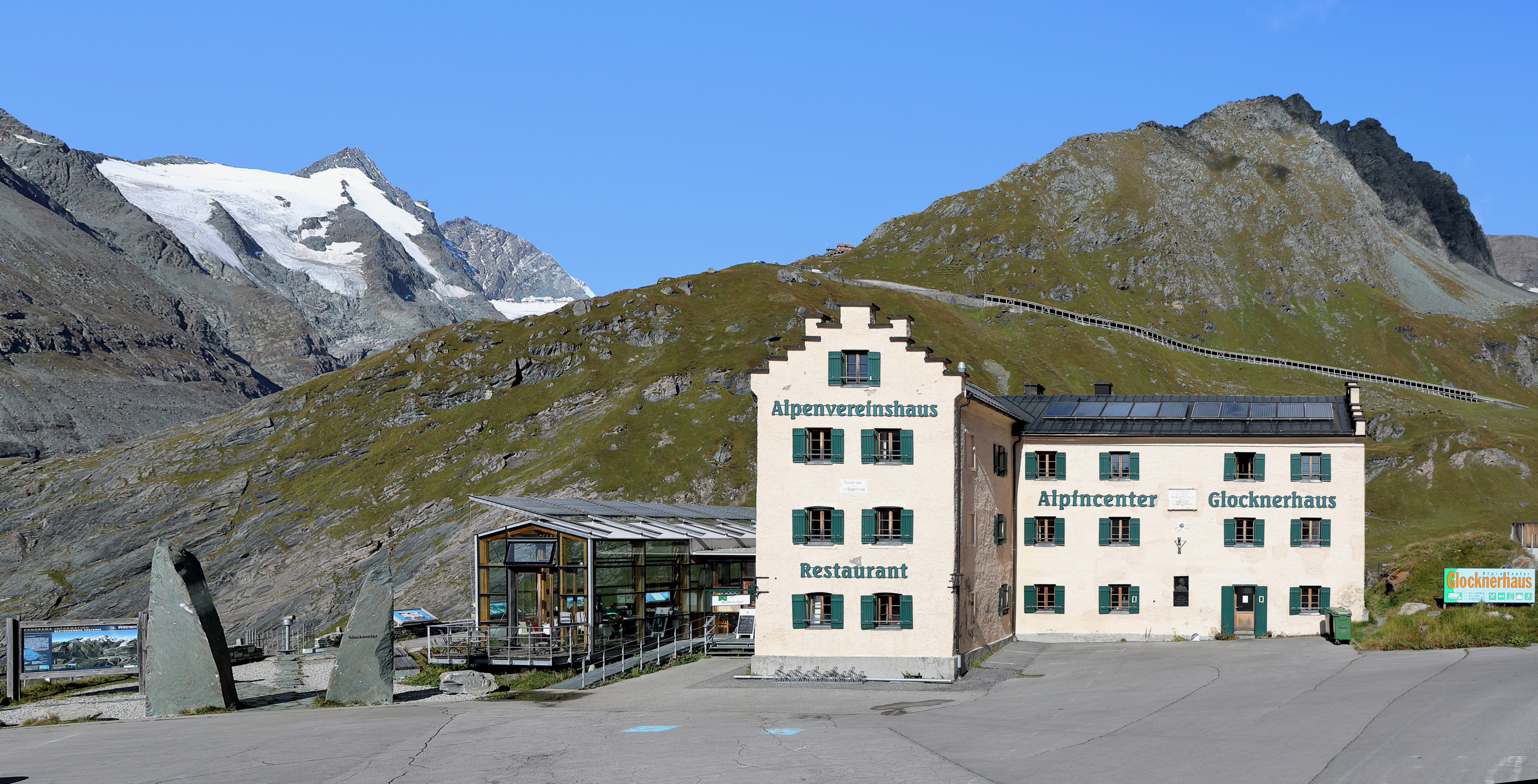
Glocknerhaus mit Franz-Josefs-Straße zur Pasterze, hinten der Großglockner
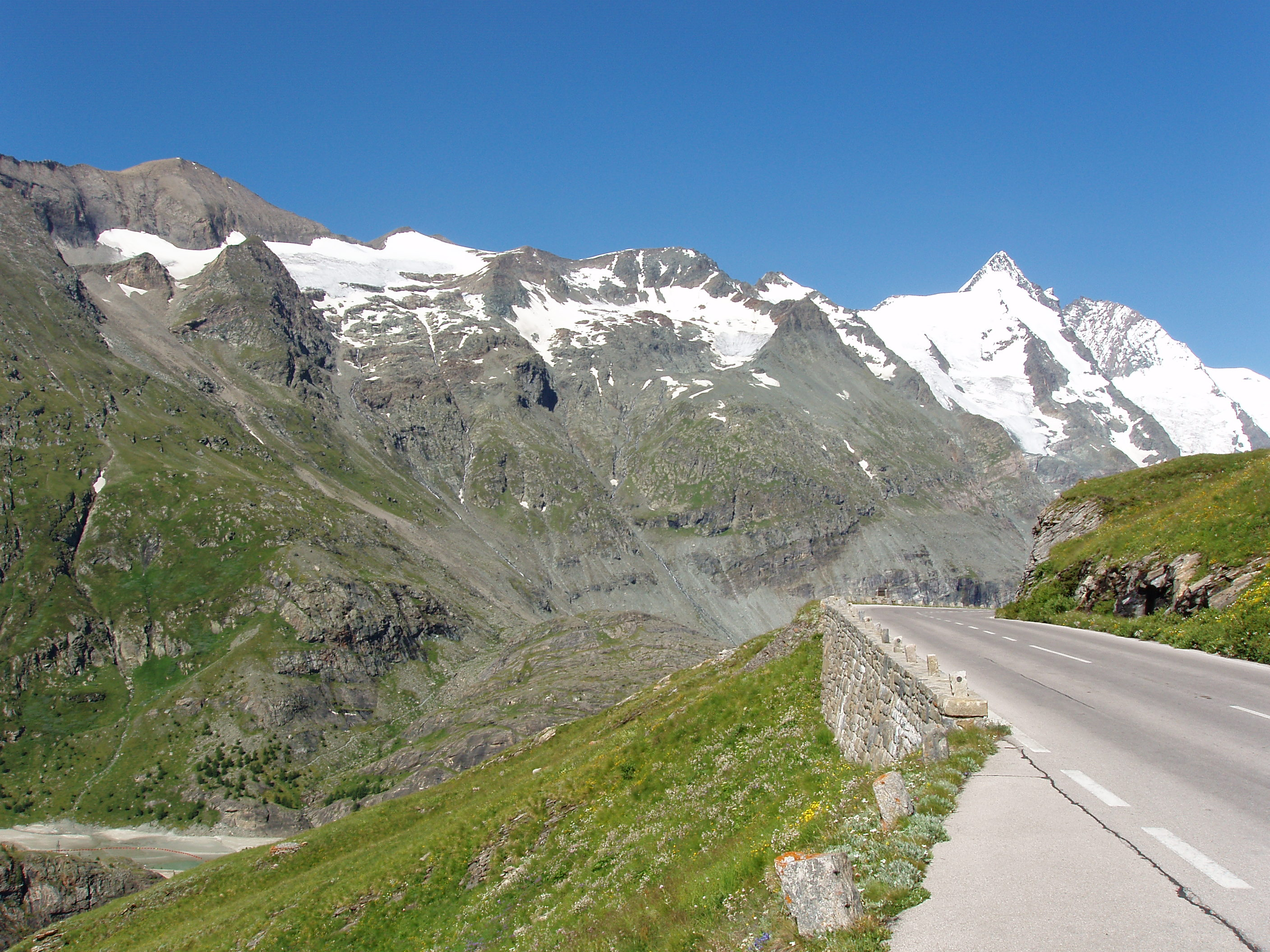
Blick von Schöneck an der Gletscherstraße Richtung Glockner
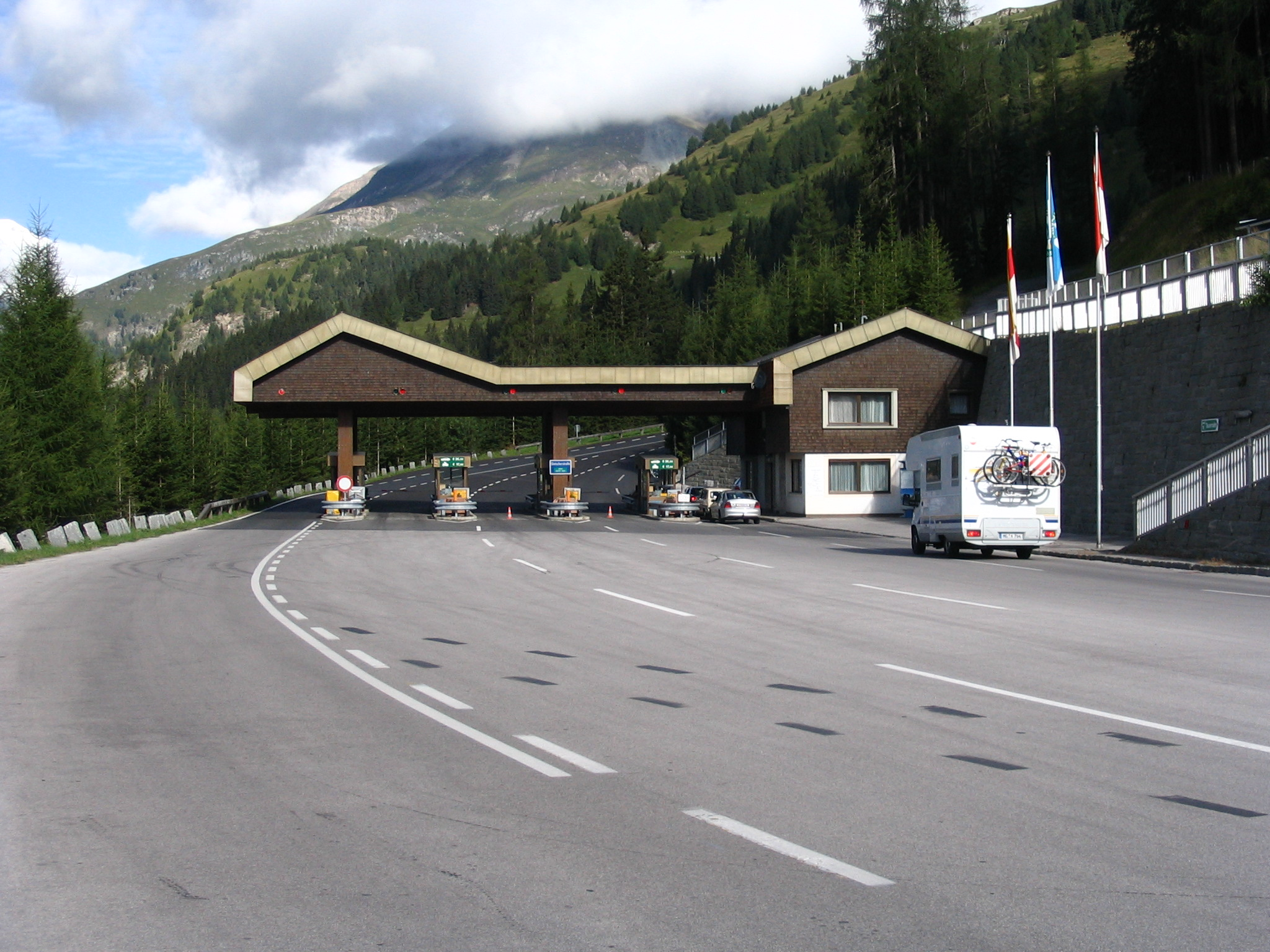
Kassenstelle Heiligenblut
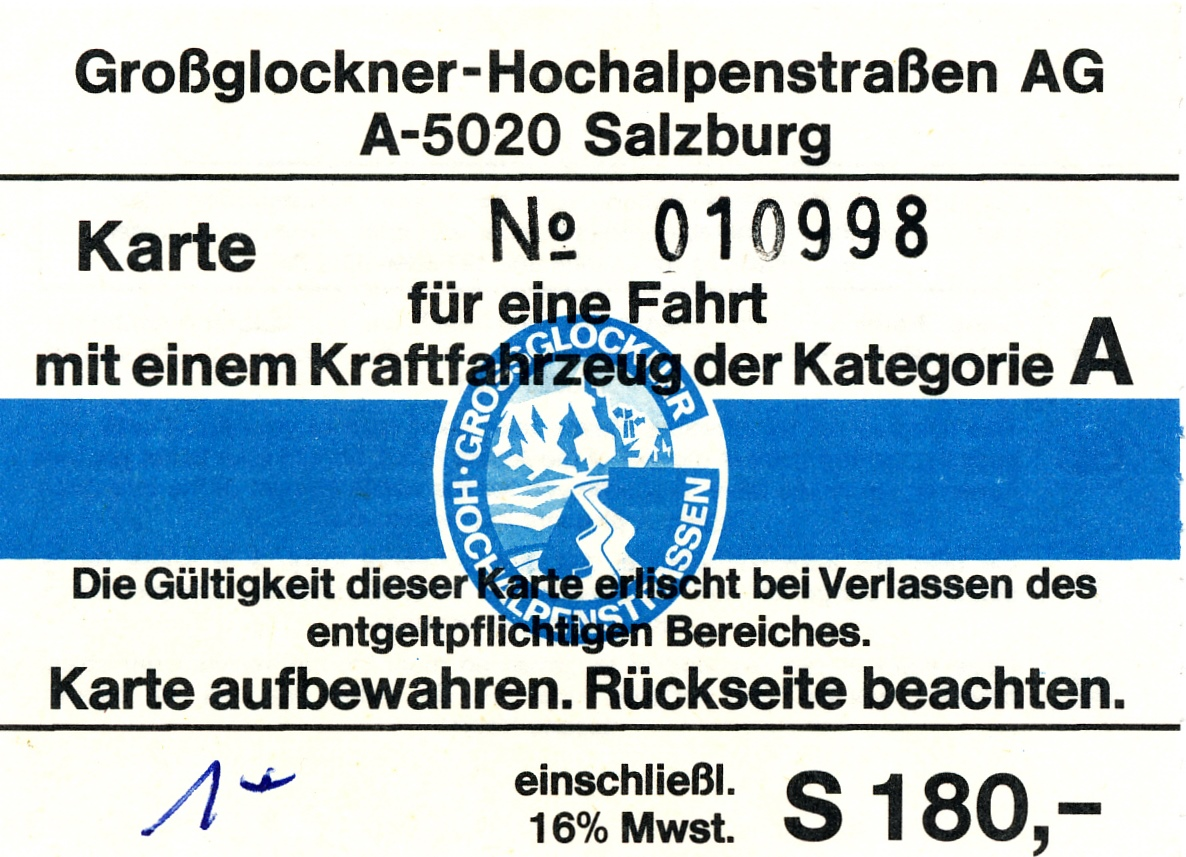
Maut-Ticket (zwischen 1973 und 1976)
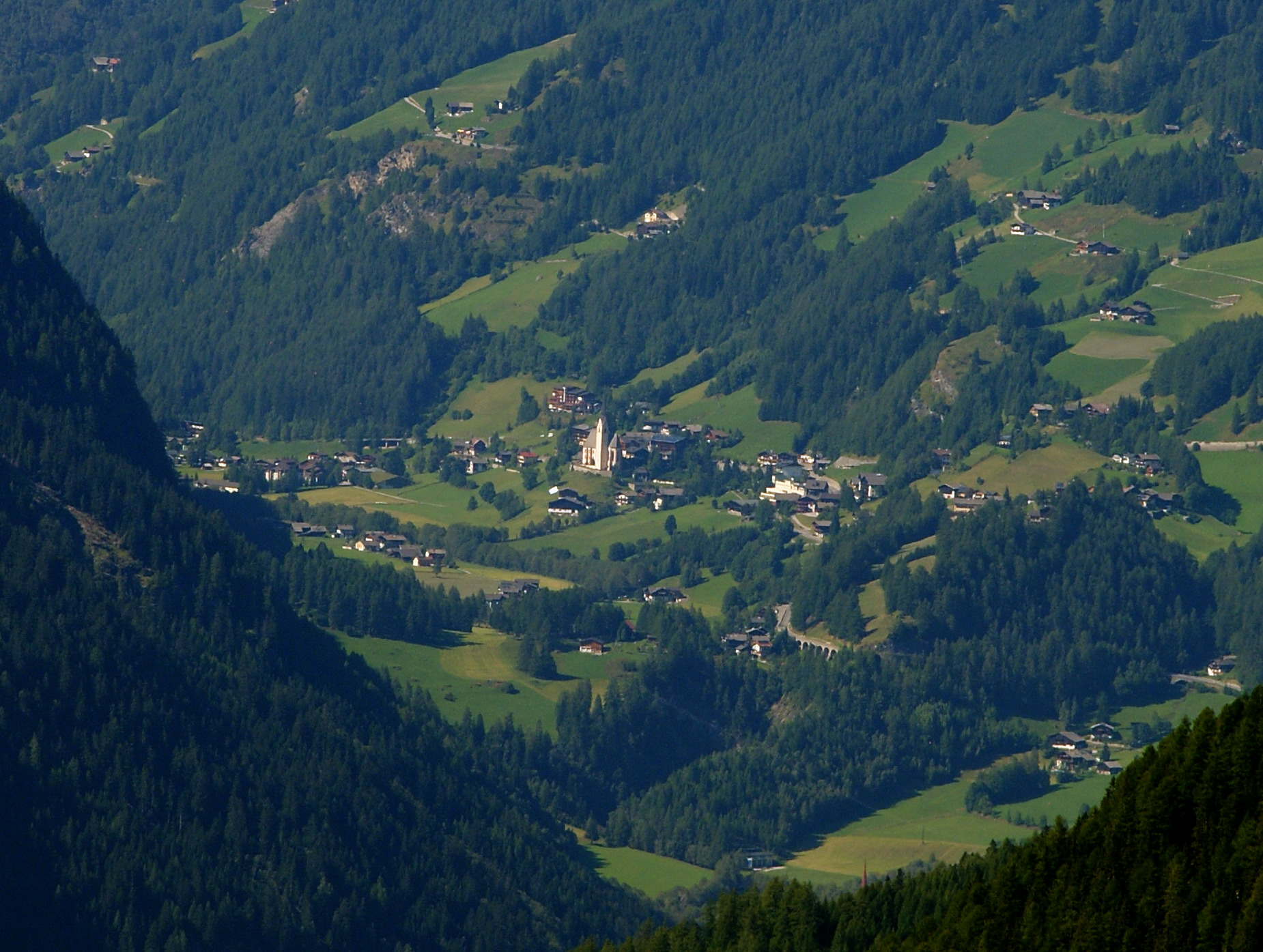
Südrampe, Heiligenblut und Kassenstelle oberhalb

## Geschichte
Der Weg über das Hochtor ist eine alte Römerstraße, ein Säumerweg, der schon in der Hallstattzeit laut vorkeltischen Funden benutzt wurde. Seit 1933 beim Bau der Hochalpenstraße in 2.600 m Seehöhe eine bronzene Herkulesstatuette aufgefunden worden war, gab es wissenschaftliche Kontroversen über die Echtheit der Fundortangabe. Erst ab 1994 wurden großräumige Grabungen im Passbereich vorgenommen und dabei nach und nach ein ausgedehntes Passheiligtum entdeckt. Bruchstücke von rund 20 weiteren Bronzestatuetten, römische Kupfermünzen, vor allem aber keltische Silbermünzen aus dem 1. Jahrhundert v. Chr. sowie Fibeln und Schmuckstücke belegen mehrere kleine Götterschreine entlang der Kammlinie des Passes. Ein offenbar für die Errichtung eines dieser Schreine verwendetes Nadelholzbrett konnte in den Zeitraum 2. Jahrhundert v. Chr. bis 1. Jahrhundert n. Chr. datiert werden.
Noch im 17. Jahrhundert war dieser Übergang nach dem Brennerpass und dem Radstädter Tauernpass der drittwichtigste Alpenübergang in Österreich. Die Hauptroute verlief aber nie vorrangig in die abgelegene Fusch, sondern über das Seidlwinkltal und – seit dem Hochmittelalter – über das Rauriser Tauernhaus in die Rauris mit ihren reichen Goldfunden und von dort ins Pongauer Salzachtal.
In Zeiten der Habsburger war das Glocknergebiet noch Jagdrevier des Kaisers, und als Ausgangsbasis bestand auf der Südseite seit 1834 eine Unterkunftshütte in der Gamsgrube sowie seit 1875 das Glocknerhaus, zu dem die Sektion Klagenfurt des Deutschen und Österreichischen Alpenvereins als Eigentümer bis 1908 einen Fahrweg errichtete, der später in der Glocknerstraße aufging.
Der Spatenstich für den Streckenabschnitt zwischen Heiligenblut und dem Glocknerhaus (heutige Südrampe und Gletscherstraße) erfolgte am 21. August 1900. Baubeginn war der 24. August 1900. Eröffnet hätte sie im Juli 1908 werden sollen, doch immer wieder wurde die Eröffnung verschoben: zunächst auf September 1908, dann auf 1909, und schließlich wurde sie am 15. Juli 1910, zumindest offiziell, eröffnet. Schon in den Jahren der Bauzeit war sie zeitweise befahrbar. Diese mautpflichtige Straße erhielt den Namen „Kaiserin-Elisabeth-Straße“. Die Trasse von Guttal auf die Kaiser-Franz-Josefs-Höhe wurde dann beim Bau der Gletscherstraße von Franz Wallack größtenteils in seinen Trassenverlauf eingebunden.
In den 1920er Jahren wurden in der Tages- und Fachpresse viele mehr oder weniger aussichtsreiche Vorhaben erörtert, die Alpen für den touristischen Verkehr zu erschließen. Dazu gehörten etwa die Wiener Höhenstraße oder die geplante, aber nie gebaute Wienerwaldbahn ins Tullnerfeld. Ursprünglichen Planungen in Kärnten und Salzburg im Juni 1924 zufolge sollte eine „Großglockner-Hochalpenstraße“ zwischen Heiligenblut und Ferleiten als private Mautstraße errichtet werden. Der in Kärntner Landesdiensten stehende Ingenieur Franz Wallack (1887–1966) wurde 1924 mit der Erstellung eines generellen Projekts für die Strecke und für mehrere Berghotels beauftragt. Nach diesem wurde auch das Wallackhaus, ein direkt an der Hochalpenstraße gelegenes Hotel, benannt. Innerhalb weniger Wochen legte Wallack einen ersten Entwurf vor.
Das Projekt „Großglockner-Hochalpenstraße“ hatte insofern eine besondere Bedeutung, als Südtirol mit dem Friedensvertrag von St. Germain von Österreich abgetrennt war und die ehemalige innerösterreichische Verbindung von Kärnten nach Nordtirol über den Brennerpass verloren war. Da es auf den 156 Kilometern zwischen dem Radstädter Tauernpass und dem Brennerpass keine Straße über die Hauptalpenkette gab, waren Oberkärnten und Osttirol vom direkten Straßenverkehr mit den Bundesländern am Nordrand der Alpen abgeschnitten, so dass bereits im Sommer 1922 das damalige Büro für Fremdenverkehr im Bundesministerium für Handel und Gewerbe, Industrie und Bauten den Bau einer Straße vorschlug. Allerdings verebbten aus Geldmangel und wegen geschwundener Erfolgserwartungen die Aktivitäten bis zum Ende der 1920er Jahre.
Die Ambitionen für den Bau verschoben sich schließlich nach Salzburg, wo Landeshauptmann Franz Rehrl sich für die Umsetzung des Vorhabens einsetzte. Rehrl war als leidenschaftlicher Autofahrer bekannt und machte die Realisierung der Straße zu seinem persönlichen Ziel. 1928/1929 verknüpfte er die Pläne zur Errichtung der Glocknerstraße mit einem überdimensionierten Tauernkraftwerksprojekt der AEG Berlin, die dadurch als Aktionärin der Großglockner-Hochalpenstraßen Aktiengesellschaft (GROHAG) fungierte, nach Scheitern der Kraftwerkspläne jedoch 1931 wieder ausstieg. Nur ein Sondergesetz zur Finanzierung der Fertigstellung der 1930 begonnenen Bauabschnitte konnte eine internationale Blamage abwenden. Am 30. August 1930 wurde der Bau der Straße mit einem Sprengschuss in Ferleiten symbolisch eröffnet. Ende 1932 wurden die Nordrampe, die Südrampe und die Gletscherstraße zur Pasterze feierlich der Öffentlichkeit übergeben. Diese Straßenabschnitte verschlangen Kosten von umgerechnet 65 Mio. Euro, im Wert von 510.000 Euro weniger als ursprünglich veranschlagt. Allerdings belasteten die Kosten die Republik in einer Zeit schwerster Depression, und die GROHAG geriet 1932 in eine Finanznot, die jedoch die österreichische Regierung mit Krediten löste.
 Mit der Machtübernahme der autoritären Regierung Dollfuß im März 1933 folgte mit Blick auf die Erfolge der NS-Motorisierungspolitik im Nachbarland eine autofreundliche Wende der österreichischen Wirtschaftspolitik. Im Zentrum standen ein groß angelegtes Straßenbauprogramm zur Arbeitsbeschaffung. Im Zusammenhang mit dem – nur begrenzt wirksamen – Versuch, die Arbeitslosigkeit auf diese Weise zu verringern, wurde der Bau der Großglockner-Hochalpenstraße fortgesetzt. In den Jahren 1930 bis 1935 wurden 14 % der gesamten Straßenbauausgaben auf die Glocknerstraße konzentriert. Weiters wurden automobilsportliche Veranstaltungen gefördert, zudem trugen steuerliche Vergünstigungen wie etwa die Abschaffung der Kraftwagenabgabe im Jahr 1935 zu einem kleinen Autoboom bei.

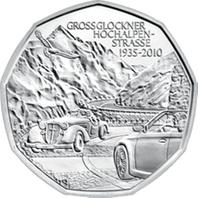
Österreichische 5-Euro-Münze, 9-eckig zum 75-Jahr-Jubiläum 2010

Am 22. September 1934 überquerte Franz Rehrl noch auf dem Unterbau der Straße in einem umgebauten Steyr 100 (1,58 m breit auf der stellenweise erst nur 1,65 m breiten Straße) als Erster mit einem Auto die Hohen Tauern. In Vorbereitung auf den durchgehenden Straßenverkehr wurde am 15. Juli 1935 in Kärnten und Osttirol der Rechtsverkehr eingeführt. Am 3. August 1935 wurde die Großglockner-Hochalpenstraße nach fünfjähriger Bauzeit eröffnet. Der Bau der Hochgebirgsstraße hatte Arbeitsplätze geschaffen, allerdings blieb im Vergleich zur deutschen Rüstungskonjunktur dieser Effekt beschränkt. Die höchste gleichzeitige Beschäftigungszahl betrug 2.357 Arbeiter im August 1931 (in der Zeit zwischen September 1930 und Ende 1932). Ab dem Bausommer 1933 wurden in den Unterlagen keine Detailzahlen mehr angeführt, sondern nur Schichten, aus deren Anzahl Rigele eine geschätzte Zahl der Arbeiter errechnete. Im Zeitraum 1933 bis November 1934 betrug der Arbeiterhöchststand 1.898 im August 1934. Ansonsten schwankte der Stand gleichzeitig Arbeitender zwischen 67 (im Dezember 1930) und 890 (im Oktober 1934), in manchen Monaten auch über 1.000, in nur drei Monaten über 2.000.
Einen Tag nach Eröffnung fand das „1. Internationale Großglockner Rennen für Automobile und Motorräder“ statt, das aber nicht als Großer Bergpreis von Österreich ausgeschrieben war.
Im Zuge von Arbeitsbeschaffungsmaßnahmen wurde ab 1937 auch die südliche Zufahrtsstraße zwischen Heiligenblut und Dölsach zu einer modernen Autostraße ausgebaut.

### Neuere Geschichte
Etwa seit den Anfängen der Straße fahren hier Automobilhersteller Bremsentests. Erkennbar sind diese an sich rasch wiederholenden Auf- und Abfahrten mit einem Kfz, ohne dabei die Kassenstellen zu passieren, mitunter an Messgeräten im Wagen, an einem nachgeschleppten Messrad und am Geruch von hoch erhitztem Bremsbelag. Seit vielen Jahren gibt es für Testfahrten Karten für die Dauer von einem und vier Tagen.
2011 wurde im Besucherzentrum auf der Kaiser-Franz-Josefs-Höhe eine Automobilausstellung eröffnet.
2013 lenkte ein Autofahrer seinen Wagen bergab wegen überhitzter Bremsen auf eine linksliegende Ausweiche, kollidierte mit einem entgegenkommenden Motorradfahrer, der dabei zu Tode kam.
Seit 2014 finden Sicherheitstrainingsfahrten für Motorradfahrer hier statt, die von der Polizei (Landesverkehrsabteilung Salzburg) und dem Straßenbetreiber GROHAG veranstaltet werden.
Seit 2016 steht die gesamte Hochalpenstraße unter Denkmalschutz.
Im Sinne von Verkehrsbeschränkungen und der Sicherheit der eigenen Mitarbeiter fand im Jahr der Coronavirus-Pandemie 2020 die Räumung der Straße vom Schnee deutlich später statt und wurde bis August auch kein Motorrad-Sicherheitstraining veranstaltet.
Am 1. Juli 2020 wurde die Ausstellung „Trabi-Ansturm am Großglockner – Reisefreiheit pur anlässlich 30 Jahre Mauerfall“ eröffnet.
Sieben Künstler (Anna Meyer, Iris Andraschek & Hubert Lobnig, Thomas Hörl & Peter Kozek, Ralo Mayer, Hannes Zebedin) schufen in mehreren Wochen im Zuge des Kunstprojekts „SERPENTINE – a touch of heaven (and hell)“ große Gemälde, Installationen und ein Film in Auseinandersetzung mit dem Ort. Es wurde von Michael Zinganel kuratiert und organisiert und entstand im Rahmen von Kunst im öffentlichen Raum Fonds des Landes Salzburg und Kärnten. Am 21. August 2020 erfolgte die Teilereröffnung. Im Juni 2021 wurden alle Kunstwerke fertiggestellt und präsentiert. Zu sehen sind die Werke etwa an Rastplätzen, Parkplätzen, Schautafeln oder in einem sogenannten Containerkino entlang der Straße. Das Projekt ist auf drei Jahre angelegt und endet mit der Saison 2022. In Klagenfurt wurde begleitend eine Ausstellung im MMKK mit und über die Kunstwerke gezeigt.

## Heutige Bedeutung

### Betrieb
Die Großglockner-Hochalpenstraße ist eine Privatstraße mit Öffentlichkeitsrecht. Sie ist zwischen Ferleiten und Heiligenblut im Winter unbefahrbar; Schneehöhen von mehr als zehn Meter sind keine Seltenheit, der Rekord liegt bei 21 Metern im Jahr 1953. Die Wintersperre läuft je nach den Wetterverhältnissen von etwa Ende Oktober bis Anfang Mai. Daneben besteht eine Nachtsperre. Die beiden Mautstellen sind in der Hochsaison zwischen 5:00 und 21:00 Uhr besetzt, in den Nebensaisonen von 6:00 bis 20:00 Uhr im Frühling bzw. von 6:00 bis 19:30 Uhr im Herbst.
Im Zuge der Schneeräumung, die von Norden und von Süden her jeweils bergwärts erfolgt, sind auch drohende Lawinen zu sprengen. Im Einsatz sind bis heute insgesamt 4  Rotationsfräsen „System Wallack“, benannt mit den Vornamen der mitentwickelnden Maschinenbauingenieure „Ander“ (Baujahr 1954), „Oskar“ (Baujahr 1960), „Jörgen“ (Baujahr 1963) und der „Eisbändiger“ (Baujahr 1954). „Paul“, Baujahr 1951, war bis 2010 im Einsatz und hatte genau 9.755 Arbeitsstunden erbracht. Das fünfzehn-Tonnen-Gerät steht nun als Dauerleihgabe der Großglockner Hochalpenstraßen AG im Salzburger Freilichtmuseum in Großgmain bei dem dort errichteten ehemaligen Mauthaus Guttal. Der Durchstich der beiden Räummannschaften erfolgte beispielsweise 2016 am 26. April; wegen Schneefällen am 27. und 28. April wurde die Sperre wegen Lawinengefahr bis zum 2. Mai verlängert.
Zu Beginn der Schneeräumung am 10. April 2017 lag so wenig Schnee wie schon seit 20 Jahren nicht mehr. Danach im Osterwochenende folgende Schneefälle, Kälte und Windverfrachtungen mit bis zu 5 m Höhe führten zu Lawinengefahr und wiederholtem Rückzug der Räumtrupps. Der Durchstich erfolgte am 2. Mai 2017, stellenweise waren die Schneewände an der Straße 6 m hoch.
Wegen der COVID-19-Pandemie wurde die Großglocknerstraße erstmals in ihrer Geschichte im April 2020 nicht geräumt, und die Straße erst Ende Mai eröffnet. Wegen eines halben Meters Neuschnee, Verfrachtungen durch Wind und damit einhergehender Lawinengefahr wurde die Straße bereits am 27. statt am 31. Oktober 2020 gesperrt. Rund 80 Prozent des Vorjahresaufkommens an Fahrzeugen wurde verzeichnet.

### Verkehr und Tourismus

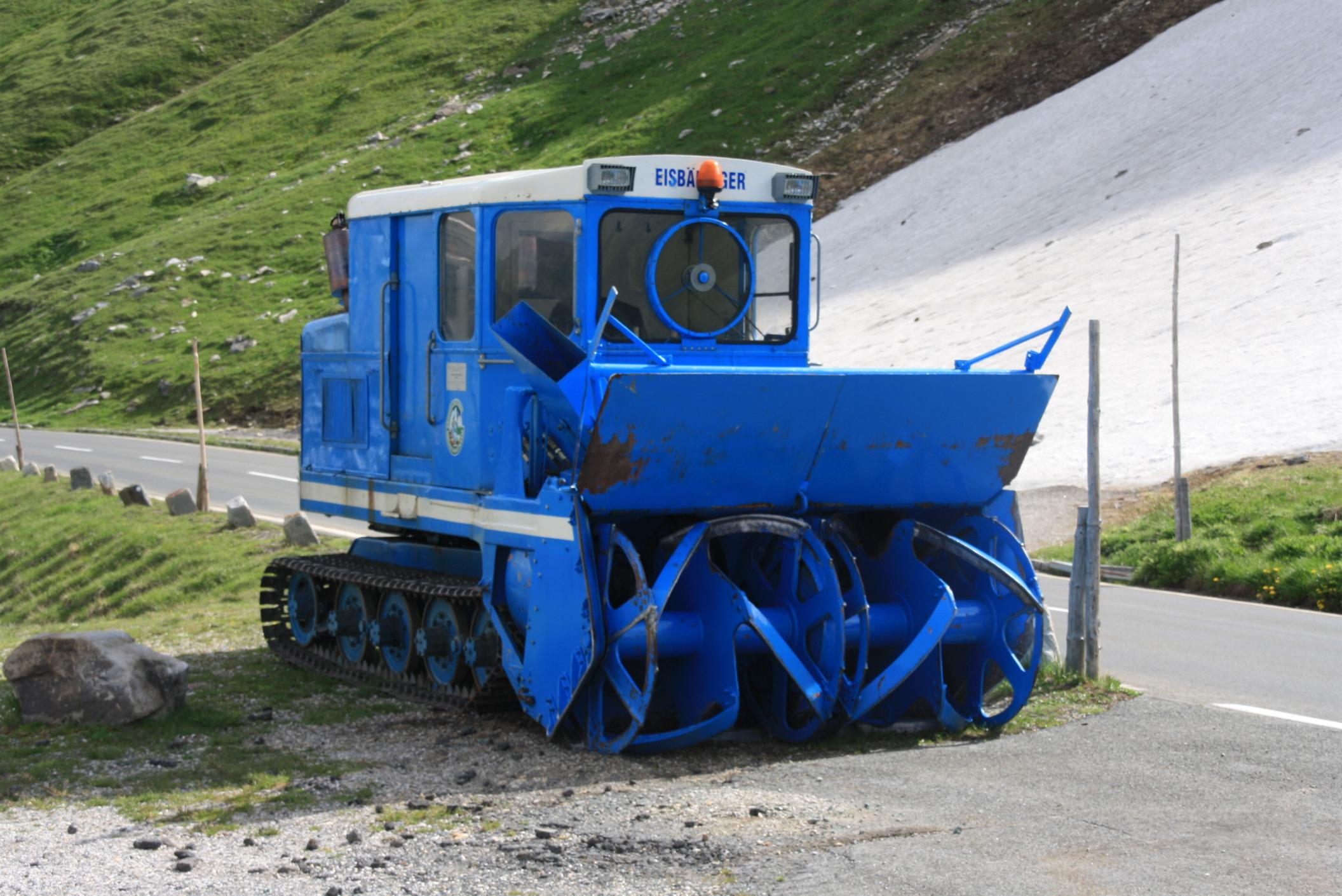
Schneefräse „Eisbändiger“ an der Straße im Sommer 2012

Während die Großglockner-Hochalpenstraße als Transitroute nur eine untergeordnete Bedeutung hat, ist sie als eine der großen Erlebnisstraßen Österreichs primär eine touristische Attraktion. Neben der Überquerung des Alpenhauptkammes als reizvolle Reiseroute bietet sie insbesondere mit der Gletscherstraße auf die Kaiser-Franz-Josefs-Höhe die Zufahrt zum höchsten Berg und Wahrzeichen Österreichs, dem Großglockner. Sie stellt aufgrund der historischen Entwicklung einen Sonderfall der verkehrstechnischen Erschließung eines der wichtigsten – und abseits des Verkehrsweges streng überwachten – Naturschutzgebiete der Zentralalpen, des Nationalparks Hohe Tauern, dar. Sie gilt als Modellfall dafür, wie die divergenten Bedürfnisse der Touristen und des österreichischen Gemeininteresses, der Anliegergemeinden, des Betreibers, der Alpenvereine und des Naturschutzes auf ökonomischer wie ökologischer Basis in einem modernen Konzept nachhaltigen Fremdenverkehrs vereint werden können.
Das Verkehrsaufkommen beträgt rund 270.000 Fahrzeuge pro Jahr (PKW, Bus, Motorrad – 2007), was etwa einer knappen Million Besuchern entspricht. Insgesamt haben in der Geschichte der Straße an die 50 Millionen Menschen die Straße benutzt. Darüber hinaus nutzen europäische Automobilhersteller die Straße gerne, um vor allem Steigfähigkeit und Bremsleistung von Fahrzeugen unter realistischen und extremen Bedingungen zu erproben.
Bis zum Jahr 2012 gab es eine täglich verkehrende Postbuslinie, die in den Sommermonaten von Lienz über den Großglockner bis nach Zell am See fuhr. Auf ihr kam jahrzehntelang der legendäre „Glocknerbus“ zum Einsatz. Diese Linie wurde nach 77 Jahren mangels Einigung über die Abdeckung des Defizites eingestellt. Derzeit wird nur eine Postbuslinie von Heiligenblut zur Franz Josefs-Höhe angeboten, und an zwei Tagen die Woche verkehrt gegen Voranmeldung ein privater Ausflugsbus von Hinterglemm/Zell am See zur Franz Josefs-Höhe und zurück.

#### 125 Jahre Automobilismus
Mit der Ausstellung wurde auf der Kaiser-Franz-Josefs-Höhe im Jahr 2011 eine Dauerausstellung als Museum über 125 Jahre Automobilismus von der Betreibergesellschaft eingerichtet. Dieses Museum mit einer Ausstellungsfläche von etwa 1.000 m² gilt als das höchstgelegene Automobilmuseum weltweit.

### Kulturerbe
Die Straße gilt als bedeutendes und für die alpine Verkehrsgeschichte herausragendes technisches Denkmal und wird trotz aller notwendigen straßenbaulichen Maßnahmen in Bezug auf die Originalanlage behutsam saniert. Seit 12./25. Jänner 2016 steht sie auch auf der Vorschlagsliste zum UNESCO-Welterbe (Tentativliste, Listeneintrag). Da auch der Nationalpark Hohe Tauern seit 2003 auf der Liste steht, steht auch eine gemeinsame Erfassung als Natur- und Kulturlandschaft im Raum.
Der Vorschlag für die Aufnahme als kombiniertes Weltnatur-&-kulturerbe wurde zurückgezogen, um einem Negativbescheid zuvorzukommen. Die Ablehnung war zu erwarten, weil die Salzburger und Kärntner Teile zu anthropogen beeinflusst waren. Mit Stand April 2020 plädiert Christian Schuhböck, Generalsekretär von Alliance for Nature, für die Nominierung des Nationalparks Hohe Tauern zur Aufnahme als Weltnaturerbe.

### Radsport
Die Großglockner-Hochalpenstraße hat seit Bestehen auch große Bedeutung für Radrennen.

#### Giro d’Italia
Bereits beim Giro d’Italia 1971 gab es eine Bergankunft auf der Kaiser-Franz-Josefs-Höhe, die der Italiener Pierfranco Vianelli für sich entschied. Es war die 17. Etappe, die von Tarvis (Friaul) über 206 Kilometer zum Großglockner führte. 2011 kam der Giro-Tross nach 40 Jahren erneut auf die Großglockner-Hochalpenstraße. Die 13. Etappe des Giro d’Italia hatte am Freitag, den 20. Mai 2011 auf der Großglockner-Hochalpenstraße ihr Etappenziel beim Parkplatz Glocknerhaus, etwa drei Kilometer vor der Kaiser-Franz-Josefs-Höhe.

#### Österreich-Rundfahrt
Als Glocknerkönig wird der Gewinner der Bergwertung auf der Großglockner-Hochalpenstraße bei der Österreich-Rundfahrt (seit 2023 Tour of Austria) bezeichnet. Bis in die frühen 1990er-Jahre wurde die Großglockner-Straße nahezu ausnahmslos in die Streckenführung einbezogen. Seit Beginn der offenen Ära im Radsport (gemeinsames Antreten von Amateuren und Berufsfahrern) 1996 wurde die Glockneretappe aber auch mehrmals ausgelassen. Dafür gab es 2000 gleich zwei Glockner-Bergetappen, je einmal von Süden und Norden. Die häufiger gefahrene Variante ist jene von der nördlichen Seite mit dem Fuscher Törl als Bergwertung der höchsten Kategorie. Christian Pfannberger hat 2007 mit 47:20 Minuten die schnellste Zeit auf diesem Abschnitt markiert. 2024 verunglückte der Norweger André Drege bei der Abfahrt nach Süden (Heiligenblut) tödlich.

#### Race Around Austria

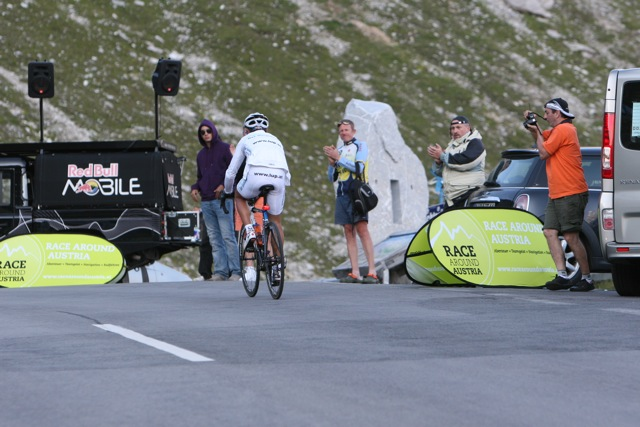
Race Around Austria-Überfahrt am Hochtor

Das jährlich im August stattfindende Ultraradrennen Race Around Austria führt im Uhrzeigersinn entlang der grenznahen Straßen einmal rund um Österreich. Durch die geografische Lage ist auch der Großglockner jährlich als Highlight im Programm, wobei das Hochtor den höchsten Punkt des Rennens darstellt. Das 2.200 Kilometer lange Nonstop-Radrennen kann sowohl als Einzelfahrer, als auch im Team (zwei oder vier Athleten teilen sich die Strecke individuell auf) bestritten werden. Beim Race Around Austria wird der Glockner von der südlichen Seite her befahren. Da das Rennen zum Zeitpunkt der Überfahrt bereits rund 1.200 Kilometer lang ist, sind größere Abstände keine Seltenheit. Die Teams bewältigen den Glockner dabei nach der zweiten Nacht, die Spitzen-Einzelfahrer am Ende des zweiten Tages bzw. anfangs der dritten Nacht des Rennens. Bis alle Athleten den Glockner bewältigt haben, vergehen in Summe rund zwei Tage.

#### Peakbreak

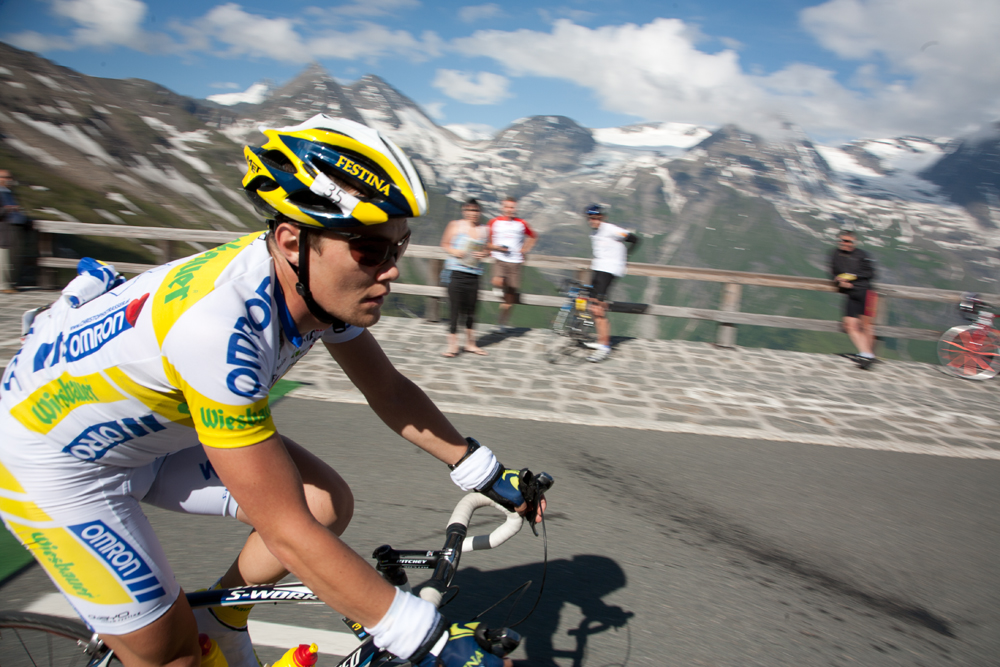
Christoph Strasser 2008 am Fuschertörl

Von 2008 bis 2017 wurden jährlich im Rahmen des Radsport-Etappenrennens Peakbreak bis zu 18 Alpenpässe bezwungen. Der Wettbewerb wurde für Einzelfahrer und Mannschaften ausgetragen und wurde zu den härtesten Rad-Etappenrennen der Welt für ambitionierte Hobby-Rennradfahrer gerechnet. Das Rennen bestand aus sieben bis acht Tagesetappen, die innerhalb Österreichs durch Tirol, Salzburg, Steiermark und Kärnten führten. Jedes Jahr zählte die Großglockner-Hochalpenstraße zu einem Höhepunkt im Streckenverlauf. Anders als bei vielen anderen Radrennen, begann beim Peakbreak die Großglockneretappe in Osttirol und führte somit über Heiligenblut in Kärnten zuerst über die Südseite des Alpenpasses. Gewinner der Großglockneretappen sind:
- 2008: Christoph Strasser (Zeit: 04:34:31,7 – Etappenstrecke Lienz–Kitzbühel)
- 2010: Reinhard Woisetschläger (Zeit: 05:29:52,5 – Etappenstrecke Lienz–Going am Wilden Kaiser)
- 2011: Reinhard Woisetschläger (Zeit: 05:08:51,2 – Etappenstrecke Lienz–Going am Wilden Kaiser)
- 2012: Ewald Robeischl (Zeit: 04:31:40,5 – Etappenstrecke Lienz–Neukirchen am Großvenediger)

#### Glocknerman
Seit 1997 wird das Langstreckenrennen Glocknerman, ab (und bis) Graz-Webling (1997–1998 jedoch: Unterpremstätten) ausgetragen, das je nach Schwierigkeitsvariante bis hinauf auf, über oder sogar zweimal über die Glocknerstraße führt.

#### Hobbysport
Auch viele Hobbyathleten und Reiseradler setzen sich zum Ziel, einmal den Großglockner mit dem Rad zu bewältigen.
Mit Ende der Wintersperre 2010/2011 sollte eine Radfahrermaut in der Höhe von 5 € in der Zeit zwischen 9 und 15 Uhr eingehoben werden. Begründet wurde der geplante Schritt mit der angestrebten Verlagerung des Radfahreraufkommens an die Tagesrandzeiten und mit dem angeblich erhöhten Sicherheitsrisiko, das durch die stetig steigende Radfahrerfrequenz einhergehe. Die Radfahrermaut wurde jedoch aufgrund der negativen Reaktionen bezüglich der Unausgegorenheit des Vorschlags nicht eingeführt. 1935, nach der Eröffnung der Alpenmautstraße, kostete die Benutzung für Radfahrer einen Schilling.

#### Einrad
Bildhauer und Bergradsportler Christof Seiser (* 1960) aus Mönichkirchen befuhr am 15. Juli 1999 die Großglockner-Hochalpenstraße mit einer helmartigen Holzskulptur am Kopf, aufwärts ohne abzusteigen in 1:53 Stunden.

### Naturschutz und Forschung
Die Glocknerstraße teilt den Nationalpark Hohe Tauern in zwei getrennte Gebiete, sowohl was die rechtliche Ausweisung betrifft, als auch als gewisse Barriere für Tierwanderung, was sich aber durch die nächtliche Sperre (und die Wintersperre) in Grenzen hält. Salzburgseits ist das Areal entlang der Straße als Landschaftsschutzgebiet Großglockner Hochalpenstraße (LSG00057) ausgewiesen, was die Schutzgebietslücke in gewisser Weise schließt. Das Areal umfasst je 200 m breite Streifen beidseits der Trasse im Gemeindegebiet Fusch, im Ausmaß von 717 Hektar. Schutzzweck ist „Erhaltung 1. der besonderen landschaftlichen Schönheit des  Gebietes mit imposanten Ausblicken auf die zum Teil vergletscherte Hochgebirgskulisse der Hohen Tauern; 2. des besonders hohen Erlebnis- und Erholungswertes der charakteristischen, weitgehend ursprünglichen Naturlandschaft und der naturnahen almwirtschaftlichen Kulturlandschaft.“ Das Schutzgebiet wurde schon 1957 ausgewiesen.
Im Wilfried-Haslauer-Haus am Oberen Nassfeld ist die Hochalpine Forschungsstation des Hauses der Natur Salzburg eingerichtet sowie eine geologisch-ökologische Alpine Naturschau.

## Musikstück
Für die Eröffnung der Straße wurde vom Komponisten und Militärkapellmeister Rudolf Kummerer der Großglockner-Marsch komponiert.

## Literatur

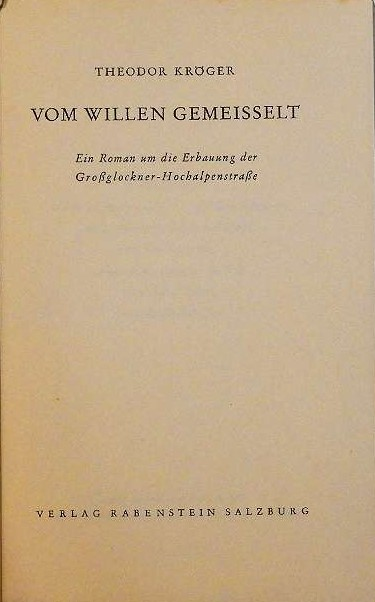
Roman (1951)